# Фернандес Фагундес, Роберто Николас
Робе́рто Никола́с Ферна́ндес Фагу́ндес (исп. Roberto Nicolás Fernández Fagúndez; род. 2 марта 1998, Монтевидео) — уругвайский футболист, полузащитник клуба «Годой-Крус».

## Клубная карьера
Фернандес — воспитанник столичного клуба «Феникс». 24 октября 2015 года в матче против «Монтевидео Уондерерс» он дебютировал в уругвайской Примере.

## Международная карьера
В начале 2015 года Фернандес в составе юношеской сборной Уругвая принял участие в юношеском чемпионате Южной Америки в Парагвае. На турнире он сыграл в матчах против команд Боливия, Чили, Колумбии, Бразилии, Парагвая, Эквадора и дважды Аргентины. В поединке против аргентинцев Николас забил гол.
В 2017 года Фернандес в составе молодёжной сборной Уругвая выиграл молодёжный чемпионат Южной Америки в Эквадоре. На турнире он сыграл в матчах против команд Боливии и Эквадора.

## Достижения
Уругвай (до 20)
- Чемпионат Южной Америки по футболу среди молодёжных команд — 2017